# Juana Barraza Samperio
Juana Barraza Samperio (ur. 1957) – meksykańska seryjna morderczyni zwana Mataviejitas (morderczyni staruszek). Od końca lat 90. w stolicy Meksyku do czasu ujęcia przez policję w 2006 roku zamordowała co najmniej 16 kobiet w podeszłym wieku. Policja podejrzewa, że ofiar mogło być nawet 70.
Urodziła i wychowywała się w slumsach otaczających Hidalgo. Wychowywała ją matka alkoholiczka, która sprzedała 12-letnią córkę sąsiadowi, podobno za trzy piwa. Juana była więziona i gwałcona przez nowego „właściciela” i jego znajomych. W wieku 14 lat urodziła syna. W sumie miała czworo dzieci. Została zapaśniczką występującą w lucha libre – meksykańskiej odmianie wrestlingu.
Ofiarami Juany padały kobiety w wieku 60–90 lat, zdobywała zaufanie starszych pań, oferując pomoc w domu lub podając się za pracownika pomocy społecznej. Gdy udało się jej wejść do środka, wpadała w szał i zaczynała katować staruszki, następnie je dusiła, niekiedy gdy były już martwe. Po dokonanym zabójstwie Barraza zabierała z mieszkań ofiar obrazy i figurki Matki Boskiej, które traktowała jak swoiste trofea i trzymała w specjalnym pokoju swojego mieszkania.
Początkowo jej schwytanie było bardzo trudne, jej rysy twarzy, aparycja i sposób ubierania sprawiały, że naoczni świadkowie identyfikowali ją jako mężczyznę lub transseksualistkę. Policja koncentrowała się z tego względu właśnie na tych dwóch grupach. Jednocześnie organy ścigania były mocno krytykowane za zbyt niskie zaangażowanie w tak poważną sprawę. Dziennikarki o feministycznych poglądach zaczęły wytykać panujący w policyjnych szeregach i całym Meksyku seksizm. Brak postępu w śledztwie tłumaczyły meksykańską kulturą i panującym w niej kultowi „macho”, w której ich zdaniem kobieta jest potrzebna, dopóki może ugotować mężczyźnie obiad lub odbyć z nim stosunek seksualny. Twierdziły, że staruszki są dla policjantów „żywymi trupami”, ich zdaniem te kobiety już dawno powinny nie żyć, dlatego policjanci nie przejmowali się, że ktoś je zabija. Ta presja spowodowała zwiększenie nacisku na złapanie sprawcy.
Barraza została ujęta dopiero w styczniu 2006 roku, gdy opuszczała dom 82-letniej staruszki, którą kilka minut wcześniej udusiła stetoskopem. Podczas zatrzymania miała przy sobie ów stetoskop oraz formularze emerytalne i kartę identyfikacyjną, taką samą jaką posiadali pracownicy socjalni. W trakcie przesłuchania powiedziała, że zabijała, aby zemścić się na matce, która zniszczyła jej życie. Twierdziła, że gdy staruszki konały, czuła, że naprawia swoją przeszłość. Psychiatrzy uznali jednak, że jest w pełni poczytalna. Wyznała również, że matka śni się jej każdej nocy. Juana przyznała się jedynie do czterech morderstw. W marcu 2008 sąd uznał Juanę Barrazę winną 16 morderstw i skazał na 759 lat więzienia. Zgodnie z meksykańskim prawem, będzie mogła się starać o warunkowe zwolnienie po odbyciu 50 lat kary.